# Homonota marthae
Homonota marthae — вид геконоподібних ящірок родини Phyllodactylidae. Ендемік Парагваю. Описаний у 2018 році. Вид названий на честь парагвайського герпетолога Марти Мотте.

## Поширення і екологія
Homonota marthae відомий з типової місцевості поблизу Естанції-Амістад в департаменті Бокерон, на висоті 190 м над рівнем моря. Це вид живе в чагарникових заростях Сухого Чако.